# ماکسیم استارتسف
ماکسیم استارتسف (اوکراینی: Максим Олександрович Старцев؛ زادهٔ ۲۰ ژانویهٔ ۱۹۸۰) بازیکن فوتبال اهل اوکراین است.
از باشگاه‌هایی که در آن بازی کرده‌است می‌توان به باشگاه فوتبال کریفباس کریفیی ریه، باشگاه فوتبال متالورگ زاپروژیا، باشگاه فوتبال دنیپرو، باشگاه فوتبال متالیست خارکوف، و باشگاه فوتبال تاوریا سیمفروپول اشاره کرد.
وی همچنین در تیم ملی فوتبال اوکراین بازی کرده‌است.